# República Popular de Benín
La República Popular de Benín (en francés: République populaire du Bénin) fue un Estado socialista ubicado en África. Fue establecida el 30 de noviembre de 1975 y duró hasta el 1 de marzo de 1990, con la adopción de una nueva Constitución tras el abandono del marxismo-leninismo por parte de la cúpula gobernante en 1989.

## Historia

### Golpe de Estado (1972) y Discurso de Abomey (1974)
El 26 de octubre de 1972 el Ejército beninés, liderado por el comandante Mathieu Kérékou, derrocó al gobierno, suspendió la Constitución y disolvió tanto la Asamblea Nacional como el Consejo Presidencial. El 30 de noviembre de ese mismo año se proclamaron las directrices básicas de Nuevas Políticas de Independencia Nacional. Fue creado un nuevo órgano, el Consejo Nacional de la Revolución, que dirigiría el país. La administración territorial fue reformada, con alcaldes y diputados reemplazando las estructuras tradicionales (jefes de aldea, conventos, sacerdotes animistas...). El 30 de noviembre de 1974 Kérékou dio en la ciudad de Abomey, ante una asamblea de notables, un discurso proclamando la adhesión formal de su gobierno al marxismo-leninismo, estableciendo su alineación a la URSS y otros países comunistas. El Partido Revolucionario del Pueblo de Benín, designado como un «partido de vanguardia», fue creado ese mismo día y se convirtió en el partido del gobierno.
El primer año de gobierno comunista en Benín estuvo marcado por las depuraciones en el aparato estatal. Kérékou condenó, y en ocasiones ejecutó, a varios representantes del antiguo régimen político y a algunos de sus propios camaradas: el capitán Michel Aipké, ministro de Interior, fue sentenciado a muerte y ejecutado por el cargo de adulterio con la mujer del presidente. Fue fusilado y los militantes fueron invitados a desfilar frente a su cadáver. El 30 de noviembre de 1975, en el primer aniversario del Discurso de Abomey, Kérékou cambió el nombre del país a Benín, en conmemoración del Imperio de Benín que una vez floreció en la vecina Nigeria. El día nacional fue fijado en el 30 de noviembre, en referencia a los tres días de 1972, 1974 y 1975, llamados por el régimen los Tres Gloriosos.

### Intento de derrocamiento (1977)
En enero de 1977, un intento de golpe de Estado llamado Operación Gamba, liderado por el mercenario Bob Denard y apoyado por Francia, Gabón y Marruecos, fracasó. Ello contribuyó a endurecer el régimen, que oficialmente se movía hacia el camino de un partido único para el gobierno y la política. Ese mismo año se decretó una nueva Constitución, y en su artículo 4 establecía:

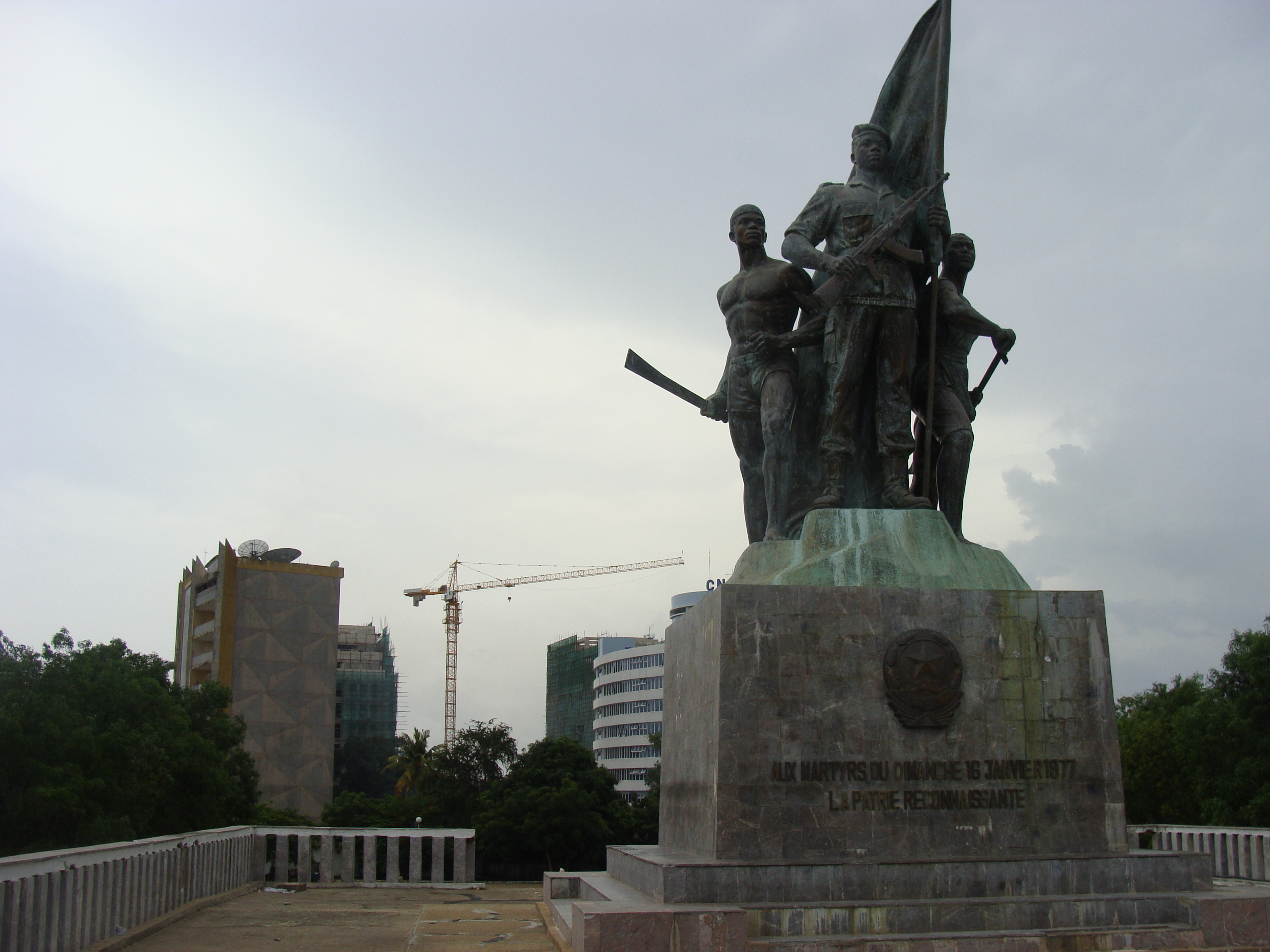
Vista de la Plaza de los Mártires en Cotonú, un monumento en conmemoración de las víctimas del intento de golpe de 1977.

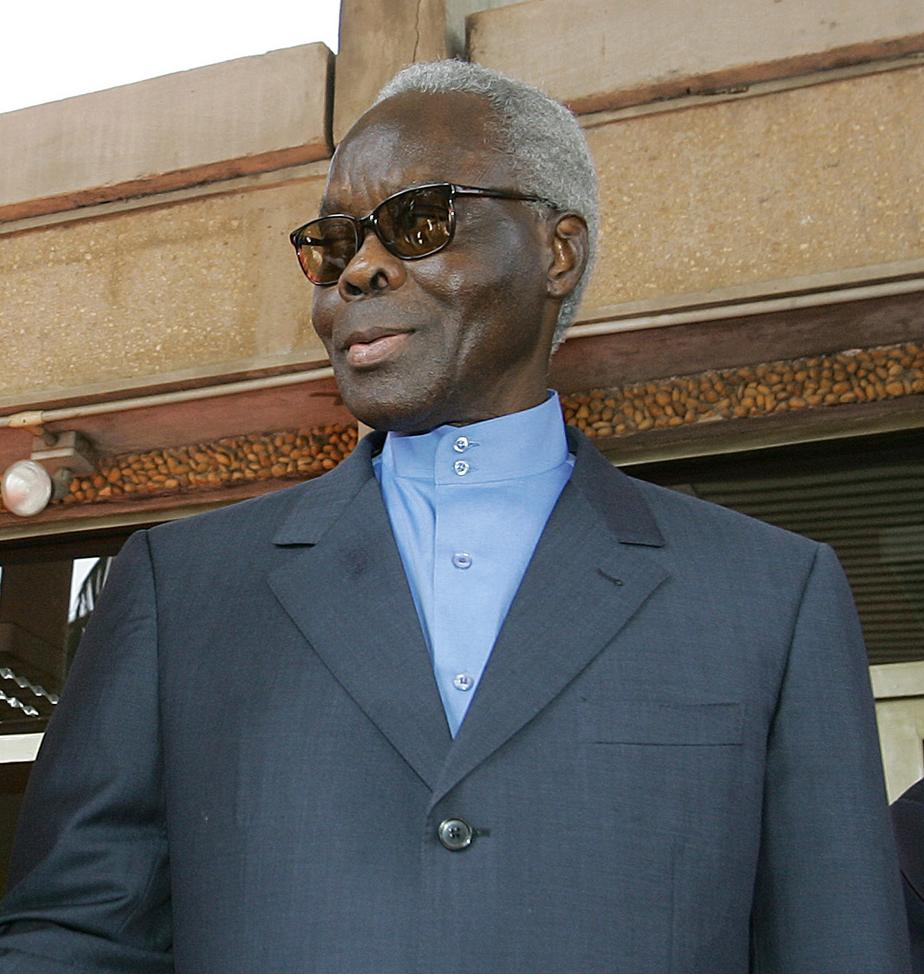
Fotografía de Mathieu Kérékou, presidente de la República Popular de Benín desde su proclamación hasta la llegada del pluripartidismo.

"El camino hacia el desarrollo es el socialismo. La base filosófica de la República Popular es el marxismo-leninismo, aplicado de una manera viva y creativa a las realidades de Benín. Todas las actividades de la vida social y nacional en la República Popular de Benín están organizadas en este camino bajo el liderazgo de la revolución, vanguardia destacada de las masas explotadas y oprimidas y núcleo principal del pueblo de Benín en su conjunto.

 Una ley fundamental establecía una Asamblea Nacional Todopoderosa.

### Declive
La oposición fue silenciada y los presos políticos permanecieron detenidos sin juicio previo durante años. Las elecciones se llevaban a cabo bajo un sistema de candidaturas únicas, de manera similar a Cuba. Las campañas estaban dirigidas hacia el desarrollo rural y la mejora de la educación. El gobierno también persiguió una política de inspiración antirreligiosa, con el fin de erradicar la brujería, las fuerzas del mal y las creencias retrógradas. El vudú de África Occidental, una religión tradicional bien establecida en el sur, fue prohibida, lo que no impidió que Kérékou, algunos años después, tuviera su morabito personal. La RPB recibió solo un modesto apoyo de otros países comunistas, alojando varios equipos de cooperación de Cuba, la República Democrática Alemana, la URSS y Corea del Norte.
Benín intentó implantar extensivos programas de desarrollo social y económico sin lograr resultados. La mala administración y la corrupción minaron la economía del país. La estrategia de industrialización para el mercado interno de Benín causó una escalada de la deuda externa. Entre 1980 y 1985, el servicio anual de su deuda externa creció de los 20 a los 49 millones, mientras su PIB descendió de 1404 a 1024 millones y el stock de deuda explotó de 424 a 817 millones. Los tres expresidentes, Hubert Maga, Sourou Migan Apithy y Justin Ahomadegbe (detenidos en 1972) fueron puestos en libertad en 1981.
La nueva Constitución, antes citada, fue adoptada en 1978, y las primeras elecciones a la Asamblea Nacional Revolucionaria se llevaron a cabo al año siguiente. Kérékou fue elegido presidente sin oposición por un periodo de cuatro años en 1980 y reelegido en 1984. Al igual que en la mayoría de países comunistas, la Asamblea Nacional Revolucionaria era nominalmente la instancia más alta del poder estatal, pero en la práctica hacía poco más que certificar las decisiones ya preparadas por Kérékou y la dirección del PRPB.
En 1986, la situación económica en Benín se tornó crítica: el sistema, irónicamente, ya conocido como el marxismo-beninismo, recibió el apodo de laxismo-leninismo. Un chiste popular decía que el número de defensores convencidos del régimen no pasaba de una docena. La agricultura estaba desorganizada, el Banco Comercial de Benín arruinado, y las comunidades estaban en gran medida paralizadas debido a la falta de presupuesto. En el aspecto político, las violaciones de los derechos humanos, con casos de tortura y prisioneros políticos, contribuyeron a la tensión social: la iglesia y los sindicatos se opusieron más abiertamente al régimen.
Los planes del Fondo Monetario Internacional (FMI) impusieron en 1987 medidas económicas draconianas: 10% de impuestos adicionales sobre los salarios, contratación congelada y jubilaciones obligatorias. El 16 de junio de 1989, la República Popular de Benín firmó con el FMI un primer plan de ajuste a cambio de la instalación de un mecanismo de ajuste estructural (ESAF) de 21,9 millones de dólares en Derechos Especiales de Giro del FMI. Fueron aprobadas: una reducción en el gasto público y reforma fiscal, privatizaciones, reorganización y liquidación de empresas públicas, una política de liberalización y la obligación de entrar en el endeudamiento de tasas concesionales. El acuerdo con el FMI desató una huelga masiva de los estudiantes y el personal, exigiendo el pago de sus salarios y sus becas. El 22 de junio de 1989 el país firmó un acuerdo de reprogramación con el Club Paris, por un total de 199 millones de dólares, y a Benín le fue concedida una reducción del 14,1% de su deuda.
La confusión social y política, la catastrófica situación económica y la caída del comunismo en Europa del Este, llevaron a Kérékou a aceptar desmantelar su régimen. En febrero de 1989, una carta pastoral firmada por once obispos de Benín expresó su condena al CRP. El 7 de diciembre de 1989 Kérékou tomó el mando y sorprendió al pueblo difundiendo una declaración oficial anunciando el abandono del marxismo-leninismo, la liquidación del politburó y la clausura del comité central del partido. El gobierno aceptó el establecimiento de una Conferencia Nacional compuesta por representantes de diferentes movimientos políticos. La Conferencia se abrió el 19 de febrero de 1990: Kérékou se expresó en persona el 21 de febrero reconociendo públicamente el fracaso de su política, afirmando estar avergonzado de ella. El trabajo de la Conferencia decidió elaborar una nueva constitución y el establecimiento de un proceso democrático propiciado por un gobierno provisional a cargo de un primer ministro. Kérékou permaneció como cabeza del estado temporalmente. El 28 de febrero dijo respecto a la Conferencia:

Acepto todas las conclusiones de vuestro trabajo.

### Caída de la República Popular y pluripartidismo
Un gobierno de transición fue establecido en 1990, allanando el camino para el retorno de la democracia y el sistema pluripartidista. La nueva Constitución fue adoptada en referéndum el 2 de diciembre de 1990. El nombre oficial de Benín fue preservado, que se convirtió en la República de Benín. El primer ministro Nicephore Soglo ganó las elecciones de marzo de 1991 con el 67,7% de los votos y derrotó a Kérékou. Kérékou aceptó los resultados de las elecciones y abandonó el cargo. Fue elegido presidente de nuevo al ganar las elecciones de 1996, habiendo eliminado mientras tanto todas sus referencias al comunismo y el ateísmo para ordenarse pastor evangélico. Su retorno al poder, no obstante, no significó la vuelta del régimen comunista.